# 田中康弘 (写真家)
田中 康弘（たなか やすひろ、1959年 -　）は、カメラマン、ノンフィクション作家。
長崎県佐世保市生まれ。佐世保南高校卒業、島根大学農学部林学科、日本写真学園を経てフリーランスのカメラマンに。阿仁マタギとの長い付き合いをベースに『マタギ自然塾』を2004年から開催。林野庁、トヨタ環境助成、日本財団の事業を実施。
西表島から礼文島までの日本各地を長年に渡り取材。特に第一次産業の現場を詳しく見てきた。狩猟関係にも詳しく各地の猟師との付き合いも深い。

## 出演番組
- 文化放送　　「浜美枝のいつかあなたと」二回
- 東京FM　　「いのちの森」　三回
- TBSラジオ　「荻上チキsession-22」
- NHKテレビ　「日本人のおなまえ！」
- MBSラジオ　「北野誠の茶屋町怪談」
- CBCラジオ　「北野誠のズバリ！」

## 対談、インタビュー等掲載
「新潮４５」「小説すばる」「小説新潮」「週刊朝日」「週刊文春」「怪奇秘宝」「小説現代」「幽」「怪」「文藝春秋」
「婦人公論」「日経新聞」「北海道新聞」「新聞赤旗」「信濃毎日新聞」「日本農業新聞」「夕刊フジ」「中日新聞」「八重山毎日新聞」
原作：NHKBS　「異界百名山」
原作：BS日テレ　「ヒロシの心霊キャンプ」
所属団体　公益社団法人　日本文藝家協会

## 著書
- 『マタギ 矛盾なき労働と食文化』枻出版社 2009
- 『女猟師 わたしが猟師になったワケ』著・撮影 枻出版社 2011
- 『マタギとは山の恵みをいただく者なり』枻出版社 2013
- 『日本人は、どんな肉を喰ってきたのか?』枻出版社 2014
- 『山怪』　　　　　　　山と渓谷社　2015
- 『シカ・イノシシ利用大全」　農文協 2015
- 『猟師食堂』　　　　　　　　枻出版社 2016
- 『山怪・弐』　　　　　　　山と渓谷社２０１７
- 『ニッポンの肉食』　　　　筑摩書房　２０１７
- 『山怪・中国語版』　　　　高賢書版集団（台湾）
- 『山怪・参』　　　　　　　山と渓谷社　２０１８
- 『山怪・中国語版』　　　　天津人民出版社（中国）
- 『山怪・文庫版』　　　　　山と渓谷社　２０１９
- 『山怪・弐文庫版』　　　　山と渓谷社　２０２０
- 『山怪・参文庫版』　　　　山と渓谷社　２０２１
- 『マタギ完本・文庫版』　　山と渓谷社　２０２１
- 『鍛冶屋　炎の仕事人』　　山と渓谷社　２０２２
- 『山怪・韓国語版」　　　　AK　　　　　２０２２
- 『山怪・朱』　　　　　　　山と渓谷社　２０２３
- 『完全版　日本人はどんな肉を喰ってきたのか』　山と渓谷社　２０２３
- 『コミック版　山怪１～５』　ボーダーコミックス　２０１９～２０２３
- 『山怪・弐　韓国語版』　　AK　　　　　２０２３
- 『山怪・青」　　　　　　　山と渓谷社　２０２５
- 『山怪・朱　コミック版　』小学館　　　２０２５

## 注
1. ↑  『日本人は、どんな肉を喰ってきたのか?』著者紹介